# Edith Schultze-Westrum
Edith Schultze-Westrum (Maguncia, Alemania; 30 de diciembre de 1904,–Múnich, Alemania; 20 de marzo de 1981) fue una actriz de teatro, televisión y cine alemana.

## Trayectoria
Hija del oficial Karl A.Schultze, pasó su infancia en Ulm y luego en Berlín donde asistió al liceo. Después de la Primera Guerra Mundial su familia se estableció en Múnich donde debutó como actriz en Lulu en 1928 trabajando en el ensemble del Teatro de Cámara de Múnich hasta 1935.
Durante la Segunda Guerra Mundial dobló películas al alemán y en 1948 retomó su carrera de actriz destacándose en obras de Eugene O'Neill, Gerhart Hauptmann, Friedrich Schiller y Bertolt Brecht.
Actuó en 64 películas entre 1932 y 1979.[cita requerida]
En 1960 ganó el premio (Bundesfilmband in Gold für die beste Nebendarstellerin) a la mejor actriz del año por la película El Puente de Bernhard Wicki basada en la novela de Manfred Gregor que obtuvo el Globo de Oro y la nominación al Oscar a la mejor película extranjera de 1959.
Entre 1940-45 estuvo casada con el productor Toni Schelkopf con quien tuvo dos hijos.
Posteriormente, de la relación con el director y actor Paul Verhoeven (I) tuvo su hijo Thomas Schultze-Weltrum, zoólogo y realizador de documentales sobre animales.
Murió en Múnich aquejada de mal de Parkinson.